# Daniel Berger (réalisateur)
Pour les articles homonymes, voir Daniel Berger et Berger (homonymie).
Daniel Berger est un réalisateur, journaliste à Jazz Hot et producteur français, auteur de plusieurs courts-métrages. Il est le père du musicien Flavien Berger.

## Filmographie
- 1969 : Le Jazz est-il dans Harlem ?
- 1969 : À quoi ça sert ?
- 1971 : La Vie sentimentale de Georges le tueur